# Tömösi-szorosi csata
A tömösi-szorosi csata 1849. június 19–20-án zajlott le a Kiss Sándor huszárezredes vezette magyar magyar sereg, az többszörös túlerőben lévő orosz sereg között. A kétnapos csata végén a magyarok kénytelenek voltak feladni a Tömösi-szoros védelmét.

## Előzmények
1849 tavaszán Nyikolaj von Engelhardt csapatai Brassóban tartózkodtak, s ide érkezett többször megfutamított csapataival Kalliány és Heydte is. Március 20-án reggel, mikor a magyar haderő megérkezett Brassó alá, a cári és osztrák csapatok nem érezték elég erősnek magukat az ellenállásra és megkezdték a Tömösi-szoroson keresztül kivonulásukat Erdélyből. Március 21-én Bem üldözésükre küldött egy háromszéki székely dandárt Timár Nándor őrnagy, Szász Dániel őrnagy, László Károly százados, Molnár Ádám tűzmester, Beke József ezredes és Szabó Nándor alezredes vezetésével. Felsőtömösnél megtámadták az ellenség hátvédjét. Mintegy 200 főnyi veszteséget okoztak és 200 poggyászszekeret zsákmányoltak.

## A csata
A tulajdonképpeni tömösi csata június 19-én kezdődött, amikor Lüders megtámadta Predeálnál a szoros védőit. A térség védelmét a székelyekből álló brassói hadosztály látta el, parancsnoka Kiss Sándor huszárezredes, Bem egyik legbátrabb és legjobban képzett tisztje. A Tömösi-szorosban a 85. és 86. zászlóaljak (háromszékiek és udvarhelyszékiek) álltak Szabó Nándor alezredes parancsnoksága alatt. Orbán Balázs szerint 4 század a 85. zászlóaljból Mara Gábor őrnagy vezetése alatt, az Udvarhelyszéken alakult 7. határvéd-zászlóalj Jánosi József őrnagy vezetése alatt állomásozott itt. A védelemhez tartozott még a Borbáth László vezetése alatt álló Borbáth huszárszázad és a 7 vagy 8 ágyúból álló tüzérség, Semsey Tamás tüzérszázados vezetésével.
A védelem 19-én kétszer is visszaverte a támadókat, kitűnt a tüzérség négy Gábor Áron-féle ágyúja. A sokszoros túlerő elől a védők visszahúzódtak a második védvonalra, ahol már a kozákok is támadtak. Orosz részről elesett az első doni ezred parancsnoka és súlyosan megsebesült Dyck vezérőrnagy. Hat órán át vitézül kitartott a védelem, de Lüders újabb és újabb tartalékokat vetett be. Szabó Nándor elrendelte a visszavonulást a harmadik védvonalig, Alsótömösnél. Ide, a Magyarvárhoz visszahúzódott sereghez, június 20-án hajnalban megérkezett Kiss Sándor, a Daczó Zsigmond által vezetett székely huszárosztállyal, átvéve a vezényletet Szabó Nándortól. Megkísérelte ellentámadással Predeálra visszaverni az ellenséget, de sikertelenül. Heves harc fejlődött ki, árulás miatt orosz csapatok jelentek meg a védelem hátában, megsebesült Kiss Sándor is, és a védelem végül összeroppant. Szabó Nándor vezetésével a megmaradt csapat keresztülvágta magát az orosz gyűrűn, és Hétfalun át Háromszékre vonult.

## Veszteségek
A magyarok vesztesége Szabó Nándor szerint 300 fő, a sebesülteké 200 és fogságba esett 150, köztük a megsebesült Kiss Sándor ezredes. Az oroszok vesztesége 700 fő lehetett, köztük 6 főtiszt.